# Juan José Ossa
Juan José María Ossa Santa Cruz (Santiago, 12 de septiembre de 1979) es un abogado y político chileno, militante de Renovación Nacional (RN). Desde enero de 2021 hasta marzo de 2022, se desempeñó como ministro secretario general de la Presidencia bajo el segundo gobierno del presidente Sebastián Piñera.
Anteriormente, ejerció como subsecretario de Justicia (2018-2020) y subsecretario general de la Presidencia (2020-2021) en el mismo gobierno.

## Familia y estudios
Es hijo del abogado y exdiputado Juan Luis Ossa Bulnes y de la historiadora Lucía Adriana Santa Cruz Sutil. Por el lado paterno es descendiente directo de Mateo de Toro Zambrano y de los presidentes de la República Francisco Antonio Pinto, Manuel Bulnes y Juan Luis Sanfuentes.
Egresó como abogado de la Pontificia Universidad Católica (PUC) y luego cursó un máster en leyes (LL.M.) otorgado por The London School of Economics and Political Science (LSE).
Está casado con Carmen Lyon y son padres de dos hijos y una hija.

## Carrera profesional
Se desempeñó en su profesión como asociado en el grupo judicial de Carey y Cía. (2004-2006) y en Bulnes, Pellegrini & Urrutia (2006-2007). Además, fue socio del estudio jurídico Eyzaguirre, Burlé, Montes y Ossa Abogados (2017-2018).
También ejerció como profesor de derecho civil de la Facultad de Derecho de la Pontificia Universidad Católica (PUC). Además, ha participado como panelista estable en las radios Cooperativa, Futuro, Tele13 y Radio Sonar.
Paralelamente, entre 2014 y 2018, fue miembro del Tribunal de Disciplina de la Asociación Nacional de Fútbol Profesional (ANFP).

## Carrera política
Durante el primer gobierno de Sebastián Piñera, entre noviembre de 2012 y marzo de 2014, ejerció como director nacional del Servicio Nacional del Consumidor (Sernac), participando en diversos juicios colectivos ante los tribunales nacionales.
Posteriormente, en el segundo gobierno de Piñera, fue designado como subsecretario de Justicia del Ministerio de Justicia y Derechos Humanos, función que desempeñó entre el 18 de marzo de 2018 y el 19 de diciembre de 2019.
En esa misma fecha, tras la renuncia del subsecretario de Interior Rodrigo Ubilla, Piñera designó al entonces subsecretario Gral. de la Presidencia Juan Francisco Galli como su reemplazante, por lo cual ese cargo quedó vacante, por consiguiente Ossa fue designado como subsecretario general de la Presidencia, cargos que ambos asumieron el 1 de enero del año siguiente.
El 6 de enero de 2021 fue trasladado a la titularidad del Ministerio Secretaría General de la Presidencia producto de la renuncia de Cristián Monckeberg, ejerciendo esa labor hasta el final del gobierno el 11 de marzo de 2022.
El 24 de enero de 2023 fue designado por la Cámara de Diputadas y Diputados como uno de los integrantes de la Comisión Experta, la cual está encargada de redactar un anteproyecto de texto constitucional que será debatido por el Consejo Constitucional como parte del proceso constituyente.